# Cyphostemma elephantopus
Cyphostemma elephantopus är en vinväxtart som beskrevs av Descoings. Cyphostemma elephantopus ingår i släktet Cyphostemma och familjen vinväxter. Inga underarter finns listade i Catalogue of Life.